# Mimizan
Mimizan é uma comuna francesa na região administrativa da Nova Aquitânia, no departamento Landes. Estende-se por uma área de 115,69 km². Em 2010 a comuna tinha 7 301 habitantes (densidade: 63,1 hab./km²).